# Einer Ulrich
Einer Ulrich (6. maj 1896 i København - 28. februar 1969 i Gentofte) var en dansk tennisspiller som spillede for Hellerup Idrætsklub, KB og Kløvermarkens Tennis Klub.
Ulrich var en alsidig idrætsmand som begyndte sin idrætskarriere som fodboldspiller i AB, senere i KB. Han spillede også cricket i AB. Efter sin aktive periode som fodboldspiller, var han international fodbolddommer med tilknytning til KBU gennem mere end 25 år. Men det var som tennisspiller han skulle blive kendt, trods han først begyndte med tennis i AB i 1918 som 22-årig. Han var en af Danmarks bedste spillere fra 1920'erne til 1940'erne. Han fik sit gennembrud 1921 og nåede at vinde 30 danske mesterskaber: syv i herresingle 1930-1935, 16 i herredouble 1923-1947 og syv mixed double 1924-1931.
Han spillede 182 landskampe. Han deltog på det danske Davis Cup hold 74 gange og er den mest vindende danske spiller i double med 16 sejre.  
Han deltog i 1924 i OL i Paris hvor han blev slået ud i anden runde i herresingle og i ottendedelsfinalen i herredouble, hvor han spillede med Erik Tegner.
Efter og under sin idrætskarriere havde Ulrich flere lederposter i dansk tennis. I perioden 1928-1943 var han bestyrelses medlem i Hellerup Idrætsklub, og formand 1938-1943. Han var sekretær i Dansk Lawn-Tennis Forbund (senere Dansk Tennis Forbund i 35 år, inden han 1964 overtog formandsposten. I en periode var han kaptajn for landsholdet. Internationalt havde han bl.a. overdommerhverv ved Davis Cupkampe og en ledelsespost i det internationale tennisforbund ITF. 
Ulrich blev student 1915 fra Schneekloths Latin- og Realskole og gik derefter ind i reklamebranchen. Han startede i 1941 Einer Ulrichs Reklamebureau der senere blev til Ulrich og Parrilds Reklamebureau. Firmaet solgtes til det amerikaneren J. Walter Thompson, hvorefter Ulrich var direktør i den danske afdeling frem til sin død i 1969.
Einer Ulrich er far til tennisspillerne Torben Ulrich og Jørgen Ulrich og farfar til Metallica-trommeslageren Lars Ulrich.